# 魯文
魯文（1410年—？），字文明，湖廣長沙府湘陰縣人，軍籍。明朝政治人物。進士出身。

## 生平
正統三年（1438年）戊午科湖廣鄉試第一名。正統七年（1442年）壬戌科會試第一百十八名，殿試登進士第二甲第四十四名。

## 家族
曾祖父魯德華。祖父魯天瑞，曾任任行人。父亲魯志學。